# بلازبلو
بلازبلو (باليابانية: ブレイブル ؛ بالإنجليزية: BlazBlue) هي سلسلة ألعاب فيديو قتالية من تطوير ونشر شركة آرك سيستمس وركز. صدرت لاحقاً في أمريكا الشمالية من قبل شركة AKSYS Games. بُث مسلسل أنيمي للسلسلة في خريف 2013. اعتبارا من شهر أغسطس سنة 2012 بيعت 1.7 مليون نسخة من سلسلة ألعاب بلازبلو.

## الألعاب

### السلسلة الرئيسية
| العنوان | التفاصيل |
| --- | --- |
| بلازبلو: كالاميتي تريغير · تاريخ الإصدار الأصلي: · اليابان 19 نوفمبر 2008 · الولايات المتحدة 30 يونيو 2009 · بال 2 أبريل 2010 | سنوات الإصدار وفقاً للمشغل: 2008 – ألعاب آركيد 2009 – بلاي ستيشن 3، إكس بوكس 360 2010 – بلاي ستيشن بورتبل، مايكروسوفت ويندوز                                                                                         |
| بلازبلو: كالاميتي تريغير · تاريخ الإصدار الأصلي: · اليابان 19 نوفمبر 2008 · الولايات المتحدة 30 يونيو 2009 · بال 2 أبريل 2010 | ملاحظات: - تم إصدار نسخة آركيد خاصة حصريًا لمتجر ويندوز في 2012 - النسخة الاصلية للحاسوب كانت في الأصل مخصصة لشبكة جيمز فور ويندوز لايف لكن ألغيت هذه الخطة وتم إصدارها علي ستيم في 2014 من قبل شركة H2 Interactive. |
| بلازبلو: كونتنيوم شفت · تاريخ الإصدار الأصلي: · اليابان 20 نوفمبر 2009 · الولايات المتحدة 27 يوليو 2010 · بال 3 ديسمبر 2010   | سنوات الإصدار وفقاً للمشغل: 2009 – ألعاب آركيد 2010 – بلاي ستيشن 3، إكس بوكس 360 |
| بلازبلو: كونتنيوم شفت · تاريخ الإصدار الأصلي: · اليابان 20 نوفمبر 2009 · الولايات المتحدة 27 يوليو 2010 · بال 3 ديسمبر 2010   | |
| بلازبلو: كرونو تريغر · تاريخ الإصدار الأصلي: · اليابان 21 نوفمبر 2012 · الولايات المتحدة 25 مارس 2014 · بال 23 أبريل 2014     | سنوات الإصدار وفقاً للمشغل: 2012 – ألعاب آركيد 2013 – بلاي ستيشن 3 2014– بلاي ستيشن فيتا |
| بلازبلو: كرونو تريغر · تاريخ الإصدار الأصلي: · اليابان 21 نوفمبر 2012 · الولايات المتحدة 25 مارس 2014 · بال 23 أبريل 2014     | ملاحظات: - تم صدور تحديث 1.1 لنسخة البلاي ستيشن 3 في 14 مايو 2014 في أمريكا الشمالية. اما نسخة البلاي ستيشن فيتا فتم صدورها مباشرة مع التحديث بدون الحاجة لتحديثها.                                                 |
| بلازبلو: سنترال فكشن · تاريخ الإصدار الأصلي: · اليابان 19 نوفمبر 2015 · الولايات المتحدة 1 نوفمبر 2016 · بال 4 نوفمبر 2016    | سنوات الإصدار وفقاً للمشغل: 2015 – ألعاب آركيد 2016 – بلاي ستيشن 3 بلاي ستيشن 4 2017– مايكروسوفت ويندوز |
| بلازبلو: سنترال فكشن · تاريخ الإصدار الأصلي: · اليابان 19 نوفمبر 2015 · الولايات المتحدة 1 نوفمبر 2016 · بال 4 نوفمبر 2016    | ملاحظات: - اللعبة الأولي من سلسلة بلازبلو التي تصدر في الأسواق الغربية بدون ترجمة إنجليزية. |

### إصدارات تحديث
| العنوان | التفاصيل |
| --- | --- |
| بلازبلو: كونتنيوم شفت II · تاريخ الإصدار الأصلي: · اليابان 9 ديسمبر 2010 · الولايات المتحدة 10 مايو 2011 · بال 10 مايو 2010           | سنوات الإصدار وفقاً للمشغل: 2010 – ألعاب آركيد 2011 – بلاي ستيشن 3، إكس بوكس 360 2011 – بلاي ستيشن بورتبل، نينتندو 3دي أس                                                                               |
| بلازبلو: كونتنيوم شفت II · تاريخ الإصدار الأصلي: · اليابان 9 ديسمبر 2010 · الولايات المتحدة 10 مايو 2011 · بال 10 مايو 2010           | ملاحظات: - تم تحديث إصدارات بلاي ستيشن 3 و إكس بوكس 360 من بلازبلو: كونتنيوم شفت الي بلازبلو: كونتنيوم شفت II مجانًا عن طريق تحديث قابل للتحميل - نسخة البورتابل (المحمول) لا تتضمن ميزة اللعب اون لاين |
| بلازبلو: كونتنيوم شفت إكستيند · تاريخ الإصدار الأصلي: · اليابان 17 ديسمبر 2011 · الولايات المتحدة 14 فبراير 2012 · بال 24 فبراير 2012 | سنوات الإصدار وفقاً للمشغل: 2011 – ألعاب آركيد 2011 – بلاي ستيشن 3، إكس بوكس 360، بلاي ستيشن فيتا 2012 – بلاي ستيشن بورتابل 2014 – مايكروسوفت ويندوز                                                    |
| بلازبلو: كونتنيوم شفت إكستيند · تاريخ الإصدار الأصلي: · اليابان 17 ديسمبر 2011 · الولايات المتحدة 14 فبراير 2012 · بال 24 فبراير 2012 | ملاحظات: - نسخة البلاي ستيشن بورتابل كانت متاحة فقط في اليابان. |
| بلازبلو: كرونو فانتاسما إكستيند · تاريخ الإصدار الأصلي: · اليابان 23 أبريل 2015 · الولايات المتحدة 30 يونيو 2015 · بال 29 أكتوبر 2015 | سنوات الإصدار وفقاً للمشغل: 2014 – ألعاب آركيد 2015 – بلاي ستيشن 3، بلاي ستيشن 4، بلاي ستيشن فيتا، إكس بوكس ون 2016– مايكروسوفت ويندوز                                                                  |
| بلازبلو: كرونو فانتاسما إكستيند · تاريخ الإصدار الأصلي: · اليابان 23 أبريل 2015 · الولايات المتحدة 30 يونيو 2015 · بال 29 أكتوبر 2015 | ملاحظات: - نسخة الآركيد تسمي بلازبلو: كرونو فانتاسما 2.0 |

## وسائط أخرى

### الروايات
| العنوان                                         | التفاصيل |
| ----------------------------------------------- | --- |
| بلازبلو: الطور 0 2010 – رواية خفيفة             | ملاحظات: - من كتابة وتأليف ماكو كوماو ونشرتها شركة فوجيمي شوبو                                                       |
| بلازبلو: تغير الطور 1 2011 – رواية خفيفة        | |
| بلازبلو: كالاميتي تريغير 2013 – رواية خفيفة     | ملاحظات: - من كتابة وتأليف ماكو كوماو ونشرتها شركة فوجيمي شوبو - تدور حول الأحداث التي وقعت في إصدار كالاميتي تريغير |
| بلازبلو: كونتنيوم شفت 2013 – رواية خفيفة        | ملاحظات: - من كتابة وتأليف ماكو كوماو ونشرتها شركة فوجيمي شوبو - تدور حول الأحداث التي وقعت في إصدار كونتنيوم شفت    |
| بلازبلو: بلود ايدج إكسبيرينس 2014 – رواية خفيفة | ملاحظات: - من كتابة وتأليف ماكو كوماو ونشرتها شركة فوجيمي شوبو - تحكي الرواية قصة كل من ناوتو كورجان وراكيل ألوكارد  |
| بلازبلو: سبيرال شفت 2016 – رواية خفيفة          | ملاحظات: - من كتابة وتأليف ماكو كوماو - تركز القصة علي شخصية جين كيساراجي خلال حرب إيكاروجا الأهلية                  |

### قصص مصورة
| العنوان                                 | التفاصيل |
| --------------------------------------- | --- |
| بلازبلو: شيميليكال كومبلكس 2011 – مانغا | ملاحظات: - مانغا (قصة مصورة) مكونة من مجلدين من تأليف توشيميشي موري ونُشرت من قبل مجلة مونثلي دراغون إيج للمانغا                |
| بلازبلو: اوفيشال كوميكس 2009 – مانغا    | ملاحظات: - مانغا مكونة من مجلدين نُشرت لترويج إصدارات كالاميتي تريغير و كونتنيوم شفت في 2009 و 2010                             |
| بلازبلو: ريمكس هارت 2012 – مانغا        | ملاحظات: - مانغا مكونة من أربعة مجلدات من تأليف ديكو اكاو - تركز علي شخصية ماي ناتسومي وحياتها في المدرسة العسكرية مع أصدقائها |
| بلازبلو 2013 – مانغا                    | ملاحظات: - مانغا مكونة من مجلدين من تأليف توشيميشي موري ونُشرت من قبل مجلة مونثلي دراغون إيج للمانغا                            |
| بلازبلو: فاريبل هارت 2016 – مانغا       | ملاحظات: - مانغا مكونة من ثلاث مجلدات من تأليف توشيميشي موري - تكملة لمانغا بلازبلو: ريمكس هارت                                |

### أنمي
| العنوان                                | التفاصيل |
| -------------------------------------- | --- |
| بلازبلو: التر ميموري 2013 – مسلسل أنمي | ملاحظات: - مسلسل أنمي من قبل teamKG وهودز إنترتينمنت - القصة مأخوذة من أحداث كالاميتي تريغير وكونتنيوم شفت - مرخص من شركة فنميشن في أمريكا الشمالية |